# Mikkey Dee
Micael Kiriakos Delaouglou, más conocido como Mikkey Dee (Gotemburgo, Suecia, 31 de octubre de 1963), es un baterista y compositor sueco –de ascendencia griega–, actualmente es el baterista de Scorpions. 
Desde 1992 fue el baterista de la banda de heavy metal británica Motörhead hasta su disolución en 2016 tras la muerte del líder y fundador Lemmy Kilmister. También fue el baterista de la banda de heavy/power metal alemana Helloween en el año 2003 y años anteriores a King Diamond.

## Carrera

### Comienzos
Delaouglou comenzó su carrera musical con bandas locales suecas como Nadir y Geisha. Su batería favorito es Ian Paice, siendo también influencia Brian Downey, Neil Peart y Steven Smith. También menciona como influencia a Buddy Rich.
Dee ha utilizado baterías de la empresa alemana Sonor desde hace más de 20 años, desde su época con King Diamond.
Habiéndose mudado a Copenhague para tocar con Geisha, en 1985, se unió a la banda King Diamond, que buscaban batería. Después de su álbum Conspiracy de 1989, Dee decidió abandonar la banda, sintiéndose más músico de apoyo de King Diamond que miembro de la banda y compositor, acaparando King Diamond todo el protagonismo. Dee fue sustituido por Snowy Shaw.

### Don Dokken (1990)
Se unió a Don Dokken para su álbum en solitario, Up From The Ashes de 1990, que contaba además con la participación de los guitarristas  John Norum (Europe), Billy White, y el bajista Peter Baltes (Accept) teniendo algo de repercusión en la MTV. En esta época también tocó para la banda World War Three (WWIII).

### Motörhead (1992 - 2015)

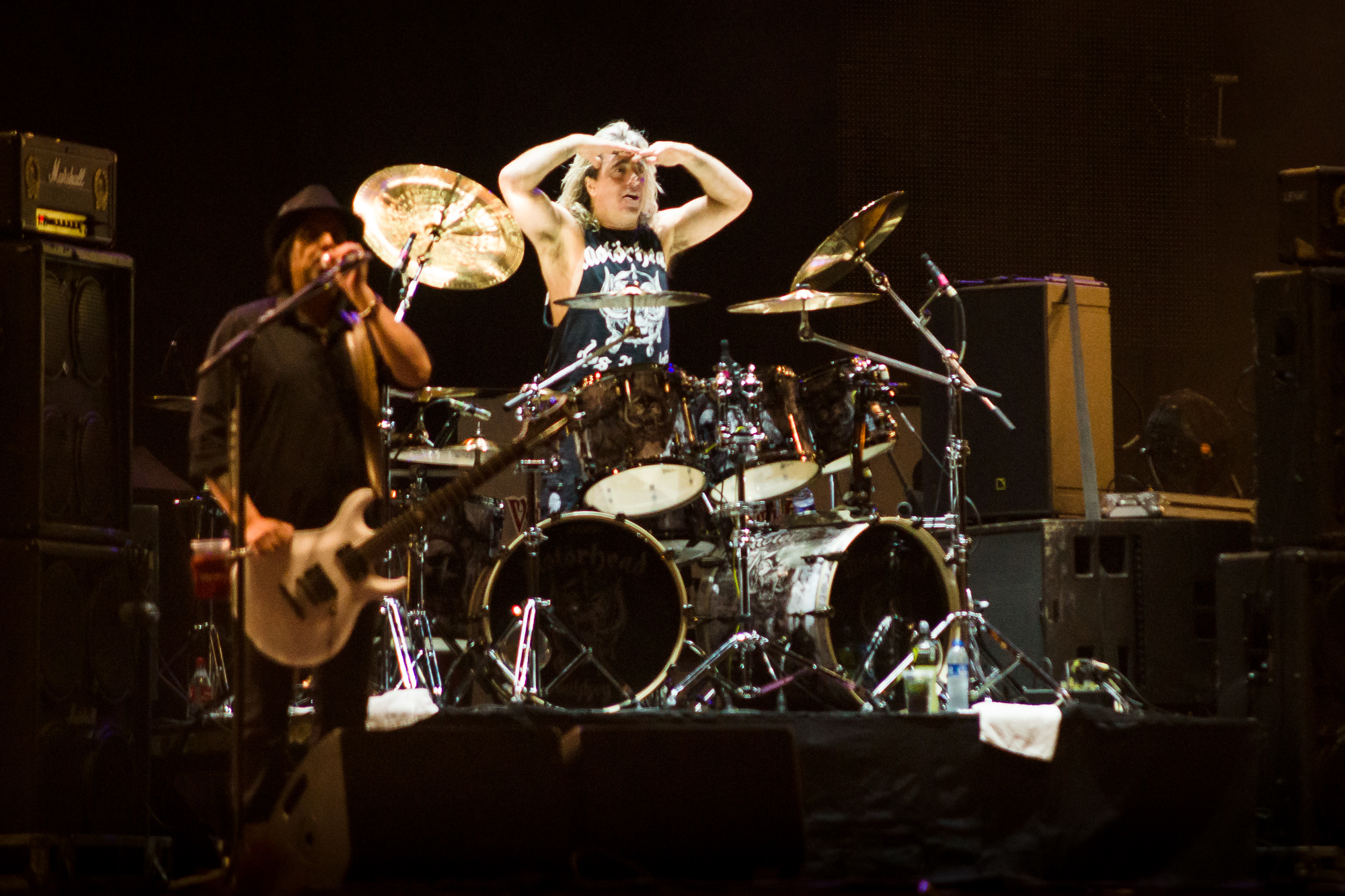
Mikkey Dee con Motörhead en el Ursynalia Festival 2013, Varsovia, Polonia.

Lemmy le había pedido en varias ocasiones desde 1985 que se uniese a Motörhead, y en 1992 Dee aceptó la oferta, reemplazando a Phil "Philthy Animal" Taylor.
La primera actuación de Dee con la banda fue el 30 de agosto de 1992 en Saratoga Springs, Nueva York, pero no tuvo mucha participación en el álbum March or Die, que había sido grabado casi íntegramente por Tommy Aldridge antes de unirse. Dee tocó en las canciones "Hellraiser", del álbum, y "Hell On Earth", que finalmente no apareció en el álbum, sino en la banda sonora de la película Hellraiser III: Hell on Earth. La banda hubiese querido que Dee regrabara todas las pistas, pero fue imposible por problemas de dinero y tiempo.
Aunque Aldrige fue miembro de la banda, en la contraportada del álbum aparece la foto de Dee. Aldridge, incluso propuso que Dee se llevara el crédito de batería, a lo que no accedió por tener un estilo tan distinto. Irónicamente, con anterioridad Aldridge tuvo su foto en el álbum de Ozzy Osbourne Diary of a Madman, en el que ni siquiera había tocado.
Dee también tocó en el álbum de 2003 de Helloween, Rabbit Don't Come Easy, como baterista de sesión invitado, tras la salida de Mark Cross.

### Scorpions (2016 - Actualidad)
En enero de 2016, Dee se unió a Thin Lizzy para tocar en sus próximos shows de aniversario. Sin embargo, el 19 de abril se anunció que Dee no participaría. El 28 de abril de 2016, se anunció que Dee sustituiría a James Kottak como batería de la banda Scorpions en 14 conciertos por los Estados Unidos, que incluían también una serie de espectáculos en el Hard Rock Hotel de Las Vegas llamado "Scorpions blacked out in Las Vegas". El 12 de septiembre de 2016, Dee se unió a la banda permanentemente.

## Discografía

### King Diamond
- Fatal Portrait (1986)
- Abigail (1987)
- Them (1988)
- Conspiracy (1989)

### Don Dokken
- Up From The Ashes (1990)

### Motörhead
- March ör Die (1992)
- Bastards (1993)
- Sacrifice (1995)
- Overnight Sensation (1996)
- Snake Bite Love (1998)
- We Are Motörhead (2000)
- Hammered (2002)
- Inferno (2004)
- Kiss of Death (2006)
- Motörizer (2008)
- The World Is Yours (2011)
- Aftershock (2013)
- Bad Magic (2015)

### Helloween
- Rabbit Don't Come Easy (2003)

### Scorpions
- Rock Believer (2022)

### Otros
- Metallic Assault CD: A Tribute to Metallica,  - Sanitarium (2001)
- Numbers From The Beast: An All Star Salute to Iron Maiden- Fear Of The Dark (2005)